# Edmund Kemper
Edmund „Ed” Emil Kemper III (ur. 18 grudnia 1948 w Burbank) – amerykański seryjny morderca i nekrofil. Zamordował w okolicach Santa Cruz 10 osób, w tym własną matkę i dziadków ze strony ojca. Znany z wysokiego wzrostu (206 cm) i wysokiego IQ (145 punktów).
Jako mały chłopiec przeprowadził się ze stosującą wobec niego przemoc matką do Montany. Jako nastolatek powrócił do Kalifornii, gdzie zamordował dziadków ze strony ojca. U młodego Kempera zdiagnozowano schizofrenię paranoidalną. Następnie skierowano go do stanowego szpitala psychiatrycznego dla osadzonych Atascadero State Hospital. Kiedy Kemper skończył 21 lat, leczenie zostało zakończone, a on sam uznany za zdrowego i niestanowiącego dalszego zagrożenia.
Celem zabójcy były młode autostopowiczki; zwabiał je do swojego samochodu, wywoził w odludne miejsca, mordował, a następnie zabierał ich ciała do domu, gdzie rozczłonkowywał je i bezcześcił. Zanim oddał się w ręce władz, Kemper zabił również swoją matkę i jej przyjaciółkę.
Uznany za poczytalnego w momencie dokonywania zbrodni, został skazany na karę śmierci w 1973 roku, ale ze względu na obowiązujące w stanie Kalifornia moratorium, karę zamieniono na ośmiokrotne dożywocie. Od tego czasu więzień przebywa w więzieniu stanowym California Medical Facility. Kilkakrotnie odmówił skorzystania z prawa do odwołania od wyroku, twierdząc, że dobrze się czuje w więzieniu.

## Dzieciństwo i wczesna młodość
Edmund Emil Kemper III urodził się 18 grudnia 1948 roku w Burbank, w Kalifornii jako syn 
Edmunda i Clarnell Kemperów. Był drugim z trójki dzieci i jedynym synem Clarnell Elisabeth Kemper (z domu Stage, 1921-1973) i Edmunda Emila Kempera II (1919-1985). Edmund II był weteranem II Wojny Światowej. Po jej zakończeniu pracował przy testowaniu broni jądrowej na Wyspach Marshalla. Po powrocie do Kalifornii podjął pracę jako elektryk. Clarnell narzekała na podrzędny charakter pracy męża, który po latach stwierdził, że samobójcze misje w czasie wojny i testowanie bomby atomowej były niczym w porównaniu z życiem u jej boku. Twierdził także, że życie z żoną odcisnęło na nim większe piętno niż trzysta dziewięćdziesiąt dni spędzonych na froncie. Kemper jako noworodek ważył 5,9 kg, a jako czterolatek przerastał swoich rówieśników o głowę. Był dzieckiem bardzo inteligentnym, ale wykazującym sadystyczne skłonności w stosunku do zwierząt. Jako dziesięciolatek spalił żywcem kota, a martwemu zwierzęciu obciął głowę i przytwierdził ją z powrotem na gwoździu. Kemper później twierdził, że przyjemność sprawiało mu okłamywanie rodziny w sprawie zaginionego kota. W wieku trzynastu lat zabił kolejnego kota – zrobił to, kiedy uznał, że kot woli jego młodszą siostrę Allyn Lee. Fragmenty ciała zwierzęcia przechowywał w szafie do chwili, kiedy znalazła je matka. Świat wyobraźni młodego Kempera był mroczny: lalkami młodszej siostry odgrywał rytuały, których kulminacyjny moment stanowiło odcinanie zabawkom głów i rąk. Kiedy starsza siostra, przekomarzając się z bratem, zapytała go, dlaczego nie spróbuje pocałować nauczycielki, odpowiedział: „Najpierw musiałbym ją zabić” Sam Kemper wspominał, że jako młody chłopak wymykał się z domu uzbrojony w bagnet ojca i zakradał się pod dom swojej nauczycielki drugiej klasy, by podglądać ją przez okno. W późniejszych wywiadach twierdził też, że jako dziecko lubił bawić się w komorę gazową i krzesło elektryczne. W trakcie zabawy prosił siostrę, aby go związywała i naciskała wymyślony przycisk, a on trząsł się lub wił na podłodze, udając, że umiera zagazowany lub porażony prądem. Kemper jako dziecko dwukrotnie przeżył doświadczenie śmierci: starsza siostra próbowała wepchnąć go pod pociąg; innym razem wepchnęła go do głębokiego basenu, gdzie niemal utonął. Kemper pozostawał w bliskich relacjach z ojcem. Rozwód rodziców w 1957 i konieczność przeprowadzki wraz z matką do Heleny w Montanie stanowiły dla niego druzgoczące przeżycie. Relacja Kempera z matką nie należała do prostych. Clarnell Elisabeth Kemper była neurotyczną i dominującą osobą, cierpiącą na alkoholizm. Wobec syna stosowała przemoc psychiczną i fizyczną. Często zmuszała go do spania w piwnicy, gdyż, jak twierdziła, obawiała się, że mógłby skrzywdzić swoje siostry. Wyśmiewała też jego wysoki wzrost (w wieku 15 lat Ed Kemper mierzył 193 cm) i drwiąco nazywała go „dziwadłem”. Bojąc się, że syn mógłby zostać homoseksualistą, odmawiała przytulania go. Równocześnie mówiła synowi, że przypomina jej swojego ojca Clarence Stage i że żadna kobieta nigdy go nie pokocha. Kemper później opisywał swoją matkę jako „chorą i złą osobę”. Clarnell Kemper prawdopodobnie cierpiała na zaburzenie typu borderline.
Piętnastoletni Kemper uciekł z domu matki z zamiarem zamieszkania z ojcem w Van Nuys. Kiedy tam dotarł, dowiedział się, że ojciec ożenił się ponownie i ma pasierba. Po krótkim pobycie u ojca został wysłany do dziadków, mieszkających na rancho w hrabstwie North Fork w Kalifornii. Kemper szybko znienawidził dom dziadków, a jako dorosły wspominał go jako miejsce, w którym babka podobnie jak matka bezustannie poniżała Eda i jego zdziecinniałego dziadka.

### Pierwsze morderstwa
27 sierpnia 1964 roku piętnastoletni Kemper pokłócił się w kuchni ze swoją babką Maude Kemper. W pewnym momencie rozwścieczony wybiegł i chwycił strzelbę, którą otrzymał od dziadka. Powróciwszy do kuchni, śmiertelnie postrzelił babkę w głowę, a potem strzelił jej dwa razy w plecy. Niektóre źródła podają, że po jej śmierci Kemper zadał babce szereg ciosów nożem kuchennym. Kiedy dziadek Kempera, Edmund Emil Kemper I wrócił z zakupów, Kemper zastrzelił go na podjeździe. Nie wiedząc, co robić dalej, zadzwonił do matki, która nakazała mu skontaktować się z lokalną policją. Kemper zadzwonił na posterunek i czekał na funkcjonariuszy, by zabrali go do aresztu.
Przesłuchiwany Kemper zeznał, że „chciał sprawdzić, jak to jest, kiedy zabije się babcię”. Twierdził także, że zabił swojego dziadka, bo nie chciał, żeby ten dowiedział się o śmierci żony. Psychiatra Donald Lunde badający dorosłego Kempera napisał, że „czyny Kempera w pewnym sensie były zemstą za odrzucenie, jakiego doświadczył od matki i ojca”. Zbrodnie, jakich dopuścił się piętnastolatek, zostały przez biegłych uznane za skutek schizofrenii paranoidalnej. Z tego powodu Kemper został umieszczony w więzieniu-szpitalu dla psychicznie chorych Atascadero.

### Pobyt w więzieniu
Podczas pobytu w Atascadero poddano Kempera dalszej obserwacji. Zarówno psychiatrzy, jak i pracownicy placówki wątpili w słuszność diagnozy postawionej przez psychiatrów sądowych. Raport na temat stanu zdrowia osadzonego opisywał jego umysł jako „pozbawiony gonitw myśli, halucynacji, bez odstępstw od normy”. Odnotowano również, że IQ Kempera wynosi 136. Ponowna diagnoza wykazała u niego zaburzoną, pasywno-agresywną osobowość. W późniejszych latach pobytu w Atascadero przeprowadzono u Kempera ponowny test na inteligencję – uzyskał wtedy 145 punktów.
Kemper starał się wypaść w oczach szpitalnych psychiatrów jako wzorowy więzień. Został przeszkolony do pomocy przy przeprowadzaniu testów psychiatrycznych u innych osadzonych. Jeden z jego lekarzy wspominał: „Pracował naprawdę bardzo dobrze, co nie jest typowe dla socjopatów. Był naprawdę dumny z tego, co robił.” Kemper został członkiem pozarządowej organizacji wspierającej młodych ‘Jaycees’. Twierdził, że opracował nowe wzory testów psychologicznych MMPI-2, między innymi nową skalę jawnej wrogości, podczas pracy z psychiatrami Atascadero. Po ponownym aresztowaniu Kemper zeznał, że znajomość zasad testów psychologicznych pozwoliła mu manipulować badającymi go psychiatrami; przyznał również, że dużo nauczył się od przestępców seksualnych, uczestnicząc w ich badaniach; między innymi, że zabicie kobiety po dokonaniu gwałtu pozwala się pozbyć świadka.

### Zwolnienie i czas pomiędzy zbrodniami
Kemper został warunkowo zwolniony 18 grudnia 1969 roku, w dniu swoich 21 urodzin. Pomimo zaleceń psychiatrów, jego opiekunem została matka, Clarnell – która zdążyła ponownie wyjść za mąż i rozwieść się, pozostając przy nazwisku drugiego męża – Strandberg. Zamieszkali w Aptos w Kalifornii przy 609a Ord Street, niedaleko Uniwersytetu Kalifornijskiego Santa Cruz, gdzie Clarnell była zatrudniona jako pracownik administracji. Po kilku latach Kemper otrzymał korzystną dla siebie diagnozę psychiatryczną – według lekarzy proces leczenia przebiegł pomyślnie, a w 29 listopada 1972 roku z jego akt usunięto informacje o zbrodniach, które popełnił jako nieletni. Ostatni raport psychiatryczny głosił:
Gdybym spotkał tego pacjenta w innych okolicznościach, bez wiedzy o jego przeszłości, pomyślałbym, że mam do czynienia z bardzo dobrze przystosowanym młodym człowiekiem, pełnym energii, inteligentnym i wolnym od jakichkolwiek problemów natury psychicznej... Uważam że lata leczenie przyniosły doskonały skutek i z psychiatrycznego punktu widzenia nie widzę powodu by postrzegać pacjenta jako zagrożenie dla siebie samego lub jakiegokolwiek innego członka społeczeństwa... [...] ponieważ dzięki temu jako dorosły zyska więcej swobody i możliwości rozwinięcia swojego potencjału, rozsądne wydaje się całkowite zatarcie kartoteki czynów popełnionych w młodości.
Kemper zapisał się do college’u, co było jednym z wymogów zwolnienia warunkowego. Chciał zostać policjantem, ale jego aplikacja nie została przyjęta ze względu na zbyt wysoki wzrost: kiedy opuszczał więzienie Atascadero mierzył 206 cm, co dało źródło przezwisku „Wielki Ed”. Pomimo niepowodzenia we wstąpieniu do policji, Kemper utrzymywał kontakt z policjantami z Santa Cruz, stając się, jak sam określił „kłopotliwym przyjacielem”, często odwiedzającym popularny wśród policjantów bar Jury Room. Zanim otrzymał stałe zatrudnienie w Kalifornijskim Wydziale Transportu, chwytał się wielu pomniejszych zajęć. Tymczasem jego relacja z matką stawała się coraz bardziej toksyczna i wroga, a sąsiedzi często słyszeli kłótnie dobiegające z ich domu. Kemper opisując kłótnie z matką, stwierdził:
Toczyliśmy z matką okropne bitwy, pełne przemocy i zła. Nigdy dotąd nie kłóciłem się z nikim w tak potworny sposób. W innych okolicznościach w ruch poszłyby pięści, ale to wciąż była moja matka i nie byłem w stanie jej pobić, jak pobiłbym mężczyznę. Matka wyprowadzała mnie z równowagi nieustannie. Pamiętam gigantyczną awanturę, którą rozpętała na temat mycia zębów.
Kiedy Kemperowi udało się zaoszczędzić trochę pieniędzy, wyprowadził się do Alamedy, gdzie zamieszkał z przyjacielem. Pomimo wyprowadzki, ciągle nie mógł uwolnić się od matki: Clarnell regularnie do niego dzwoniła i składała mu niezapowiedziane wizyty. Dodatkowo problemy finansowe zmuszały go do kontaktu z matką.
Podjąwszy pracę w Wydziale Drogowym Kemper zaczął spotykać się z szesnastoletnią uczennicą Turlock High School, z którą później zaręczył się. W tym samym roku kupił motocykl i uległ na nim wypadkowi drogowemu. Potrącony przez samochód doznał poważnej kontuzji. Po wytoczeniu procesu kierowcy otrzymał 15 tysięcy dolarów odszkodowania. W 1969 za pieniądze z wygranej kupił Forda Galaxie. Odbywając przejażdżki po okolicy, zauważył, że wiele młodych kobiet podróżuje autostopem. Zaczął przechowywać w samochodzie plastikowe torby, noże, koce i kajdanki. Początkowo podwoził kobiety, nie podejmując wobec nich żadnych działań, do czasu, gdy uaktywniły się jego zbrodnicze popędy, zabrał około 150 autostopowiczek. Pojawiającą się potrzebę zabijania nazywał ‘małymi ukłuciami’ (little zapples), którym ulegał.

## Późniejsze morderstwa
Pomiędzy majem 1972 i kwietniem 1973 Kemper pozostawał w morderczym ciągu, który rozpoczął się od zabicia dwóch uczennic college’u, a zakończył morderstwem matki i jej przyjaciółki. Oferując podwózkę młodym dziewczynom, wywoził je w odludne miejsca, gdzie pozbawiał je życia, dusząc na różne sposoby, strzelając lub dźgając nożem. Ciała zamordowanych zabierał do domu, gdzie odcinał im głowy, z którymi następnie uprawiał irrumatio. Z ciałami odbywał stosunki nekrofilne, a po wszystkim rozczłonkowywał je. Podczas jedenastomiesięcznego morderczego ciągu Kemper zabił pięć uczennic college’u, jedną licealistkę, swoją matkę i jej przyjaciółkę. W późniejszych wywiadach twierdził, że na poszukiwanie ofiar wyprawiał się zazwyczaj po awanturach wszczynanych przez jego matkę, która nie chciała przedstawić go żadnej kobiecie z miejsca, w którym pracowała. Wspominał również: Mówiła: Jesteś taki jak twój ojciec. Nie zasługujesz, żeby je poznać. Zarówno psychiatrzy, jak i sam Kemper byli zwolennikami teorii, że młode kobiety były celem zastępczym. Hipotezę tę potwierdza okrutny i upokarzający sposób, w jaki potraktował ciało matki po zamordowaniu jej.

### Mary Ann Pesce i Anita Luchessa
7 maja 1972 Kemper jeździł po Berkeley. Obiecał podwiezienie do Uniwersytetu Stanforda dwóm studentkom Uniwersytetu Fresno. Nie informując pasażerek, po godzinie jazdy niepostrzeżenie zmienił trasę, kierując się w stronę odludnego lasu w pobliżu Alamedy. Miejsce to było mu znane z pracy w Departamencie Autostrad. Kemper miał zamiar zgwałcić autostopowiczki, ale pamiętając rady seryjnych gwałcicieli z więzienia Atascadero, by nie zostawiać świadków przestępstwa, najpierw skuł kajdankami Mary Ann Pesce i zamknął Anitę Luchessę w bagażniku, a następnie kolejno zabił je, dusząc i dźgając nożem. Wyznał później, że kiedy zakładał Mary Ann kajdanki, niechcący przesunął wierzchem dłoni po jej piersiach, co go zawstydziło na tyle, że „nawet powiedział coś w rodzaju ‘o rany, przepraszam’”, żeby po kilku minutach odebrać jej życie.
Kemper włożył ciała kobiet do bagażnika Forda Galaxie i wrócił do swojego mieszkania. Po drodze został zatrzymany przez policję z powodu niedziałającego tylnego światła, ale funkcjonariusz nie odkrył ciał ofiar w bagażniku. Ponieważ współlokator był nieobecny, Kemper bez przeszkód zabrał ciała do mieszkania, gdzie zrobił im zdjęcia i zgwałcił, a następnie poćwiartował. Rozczłonkowane ciała zapakował do plastikowych toreb, żeby wyrzucić je w pobliżu góry Loma Prieta. Głowy ofiar oddzielił od ciał i porzucił w wąwozie górskim, uprawiając z nimi wcześniej irrumatio. Czaszka Mary Ann Pesce została odnaleziona w sierpniu 1972 roku w pobliżu góry Loma Prieta. Pomimo poszukiwań, pozostałych części ciała dziewczyny nie odnaleziono.

### Aiko Koo
Wieczorem 14 września 1972 roku Kemper zaproponował podwiezienie Aiko Koo, piętnastolatce o koreańsko-łotewskich korzeniach. Nastolatka zdecydowała się na autostop, ponieważ spóźniła się na autobus w drodze na lekcję tańca. Ponownie wywiózł ofiarę w odosobnione miejsce. Kiedy mierzył do Koo z broni, przypadkiem zatrzasnął drzwi samochodu, będąc na zewnątrz, jednak udało mu się wpłynąć na nastolatkę i przekonać ją, aby otworzyła drzwi. Dusząc Koo, pozbawił ją przytomności, po czym zgwałcił i zabił. Następnie spakował ciało do bagażnika i udał się do pobliskiego baru na kilka drinków. Opuściwszy bar, otworzył bagażnik i podziwiał swoją zdobycz jak wędkarz. Następnie wrócił do mieszkania. W domu wykorzystał seksualnie zwłoki Koo i podobnie jak poprzednio poćwiartował. Matka Aiko Koo zgłosiła na policji zaginięcie córki. Pomimo tego oraz setek ulotek z prośbą o informacje na temat zaginionej, nie udało się ustalić, co przydarzyło się Aiko.

### Cindy Schall
7 stycznia 1973 roku Kemper, który zdążył wprowadzić się z powrotem do matki, krążył samochodem wokół campusu college’u Cabrillo. Zabrał tam autostopowiczkę – osiemnastoletnią Ann „Cindy” Schall. Wywiózłszy ofiarę do lasu, zastrzelił ją z pistoletu kalibru 22. Ciało włożył do bagażnika i zawiózł do domu matki, gdzie ukrył je na noc w szafie. Kiedy matka rano wyszła do pracy, Kemper wykorzystał seksualnie ciało Cindy, a następnie poćwiartował i pozbawił głowy w wannie matki. Usunął także kulę pistoletową.
Kemper zatrzymał głowę Cindy przez kilka dni; regularnie uprawiał z nią irrumatio, zanim pochował ją w ogrodzie, twarzą do okien sypialni matki. Później tłumaczył, że matka „zawsze lubiła, kiedy ludzie na nią patrzyli”. Reszty ciała pozbył się, zrzucając szczątki z klifu. W ciągu kilku kolejnych tygodni odnaleziono wszystkie fragmenty oprócz głowy i prawej ręki, i „złożono je razem jak makabryczne puzzle”. Policja i patolog stwierdzili, że Cindy Schall przed śmiercią została zmasakrowana, a jej ciało pocięto na kawałki piłą elektryczną.

### Rosalinda Thorpe i Alison Liu
5 lutego 1973 roku Kemper po kłótni z matką udał się na poszukiwanie kolejnych ofiar. W tym czasie w rejonie Uniwersytetu Santa Cruz radzono studentkom, aby ze względu na seryjnego zabójcę polującego na autostopowiczki wsiadały wyłącznie do samochodów z naklejką uniwersytetu. Ponieważ matka Kempera pracowała na uniwersytecie, Kemper posiadał taką naklejkę. Zaoferował podwiezienie do uniwersyteckiego kampusu 23-letniej Rosalindzie Heather Thorpe i dwudziestoletniej Alice Helen „Alison” Liu. Według zeznań Kempera Rosalinda Thorpe wsiadła do samochodu jako pierwsza, co przekonało również Alison Liu. Po zastrzeleniu dziewcząt z pistoletu kaliber 22 morderca zawinął ciała w koce i przywiózł do domu matki. Tym razem obciął im głowy w samochodzie, a korpusy zabrał do domu, by wykorzystać je seksualnie. Potem poćwiartował zwłoki, usunął kule, by utrudnić identyfikację, a następnego ranka rozrzucił fragmenty ciał. Część szczątków odnaleziono tydzień później w kanionie Eden, na kolejne fragmenty natrafiono w marcu w pobliżu drogi stanowej numer 1. Kiedy pytano Kempera, dlaczego obcinał ofiarom głowy przed aktem seksualnym, wyjaśnił: Głowy były trochę jak trofea. Wiecie, w głowie jest wszystko: mózg, oczy, usta. Głowa to osoba. Kiedy byłem mały, powiedziano mi: odetniesz głowę, umiera ciało. Bez głowy ciało jest niczym... Cóż, może to nie do końca prawda, w ciele dziewczyny bez głowy zostaje całkiem dużo.

### Clarnell Strandberg i Sally Hallett
20 kwietnia 1973 roku Clarnell Elizabeth Strandberg obudziła syna po powrocie z przyjęcia. Kiedy leżała w łóżku czytając książkę, zauważyła syna wchodzącego do jej pokoju i zwróciła się do niego: „Rozumiem, że teraz przez całą noc będziesz tu siedział i opowiadał”. Kemper odparł: „Nie, dobranoc!” Odczekał, aż matka zaśnie, po czym wrócił do sypialni, by zmasakrować ją młotkiem ciesielskim i poderżnąć gardło nożem. Następnie obciął głowę i wykorzystał seksualnie jak głowy wcześniejszych ofiar. Po zaspokojeniu seksualnym użył odciętej głowy jako tarczy strzelniczej. Zeznał, że „położył [głowę] na półce i przez godzinę na nią krzyczał (...) rzucał w nią lotkami jak do tarczy” a ostatecznie „rozbił jej twarz”. Wyciął ofierze język i krtań i wyrzucił je do młynka do odpadków. Młynek nie poradził sobie jednak z rozdrobnieniem twardych strun głosowych. Kemper stwierdził, że gardło matki musiało być silne po tylu latach kłótni i krzyków.
Po dokonaniu zabójstwa matki Kemper ukrył jej ciało w szafie i wyszedł na drinka. Po powrocie zaprosił do domu najlepszą przyjaciółkę matki, Sarę ‘Sally’ Hallett, pod pretekstem wspólnej kolacji i obejrzenia filmu. Kiedy Sally przyszła, udusił ją, obciął głowę i spędził noc w towarzystwie trupa. Następnie ukrył jej ciało w szafie, posprzątał i zostawił kartkę dla policji, której treść brzmiała:
Około 5.15 rano w sobotę. W rękach „morderczego rzeźnika” nie cierpiała długo. To stało się szybko – we śnie – tak jak zaplanowałem. Akcja była zaplanowana i przebiegła pomyślnie, panowie. Nie mam więcej czasu. Jestem zajęty!!!
Opuściwszy dom, Kemper udał się do Pueblo w stanie Colorado, pokonując bez odpoczynku około 2300 kilometrów. Po dotarciu na miejsce zorientował się, że rozgłośnie radiowe milczą na temat zabójstwa i postanowił zadzwonić na policję z budki telefonicznej. Policjant dyżurny nie potraktował przyznania się do zbrodni poważnie i polecił Kemperowi zadzwonić później. Kilka godzin później Kemper ponownie połączył się z komisariatem i poprosił do telefonu oficera policji, którego znał osobiście. Przyznał mu się do zabicia matki i Sary Hallett i czekał na przybycie policji. Zabrany do aresztu przyznał się również do zabicia sześciu młodych kobiet. Kiedy zapytano go, dlaczego zdecydował się oddać w ręce policji, odparł: Najważniejszy cel został osiągnięty. Moje działania nie miały żadnego innego celu. Tylko marnowałem czas. Nie zniósłbym tego dłużej. W punkcie, w którym teraz się znalazłem, dociera do mnie szaleństwo całej sytuacji. W chwili niemal całkowitego wyczerpania nie pozostało mi nic innego, jak stwierdzić – do diabła z tym, i przyznać się.

## Proces
7 maja 1973 roku Kemper został oskarżony o dokonanie ośmiu morderstw pierwszego stopnia. Bronił go przyznany z urzędu adwokat Jim Jackson. Ponieważ Kemper przyznał się do popełnionych czynów i szczegółowo je opisał, jedyną możliwą linią obrony było wnioskowanie uniewinnienia z powodu niepoczytalności. Kemper dwukrotnie próbował popełnić samobójstwo w areszcie. Proces wznowiono 23 października 1973 roku.
Biegli uznali Kempera za poczytalnego w chwili popełniania morderstw. Joel Fort, jeden z psychiatrów, dotarł do młodzieńczych akt Kempera, w których zdiagnozowano u niego psychozę. Fort przesłuchiwał Kempera będącego pod wpływem serum prawdy. Oskarżony przyznał się do kanibalizmu i wyjaśnił, że z nóg swoich ofiar wycinał mięso, żeby przygotować z niego gulasz. Fort podkreślał, że Kemper każdorazowo był całkowicie świadom popełnianych czynów; psychiatra twierdził również, że oskarżony cieszył się na perspektywę niesławy, jaką wywoła obwołanie go mordercą. W późniejszych zeznaniach Kemper odwołał jednak przyznanie się do kanibalizmu.
W kalifornijskim prawie działa reguła M’Naghtena, głosząca, że „oparcie obrony na przesłance niepoczytalności można przeprowadzić, gdy jasno zostanie udowodnione, że w momencie popełnienia czynu oskarżony cierpiał na zaburzenia umysłowe i nie zdawał sobie sprawy z tego, co robi; z kolei, jeśli miał świadomość popełnianego czynu, nie wiedział, że to, co robi, było złe”. Kemper był świadomy natury swoich czynów; to, co zrobił, było działaniem świadomym i planowanym. 1 listopada Kemper zeznał przed sądem, że zabijał swoje ofiary, by zyskać nad nimi władzę i zdobyć je jak przedmioty. Próbował przekonać sędziów, że w trakcie popełniania zbrodni cierpiał na zaburzenia umysłowe. Utrzymywał, że czyny, jakich się dopuścił, mógł zaplanować tylko anormalny umysł. Mówił, że w jego ciele żyją dwie świadomości, a kiedy osobowość zabójcy dochodzi do głosu, następuje u niego „coś w rodzaju zamroczenia”.
8 listopada 1973 roku ława przysięgłych złożona z sześciu kobiet i sześciu mężczyzn po pięciogodzinnych obradach uznała Kempera w pełni poczytalnym i winnym wszystkich zarzucanych mu czynów. Kemper poprosił o karę śmierci wymierzoną poprzez tortury, jednak ze względu na obowiązujące w tym czasie moratorium na karę śmierci usłyszał wyrok siedmiokrotnego dożywocia. Jako miejsce odsiadywania wyroku wyznaczono więzienie California Medical Facility w Vacaville.

## Pobyt w więzieniu
Kemper został osadzony w tym samym zakładzie karnym co Herbert Mullin i Charles Manson. Kemper okazywał szczególną pogardę Mansonowi, działającemu w tym samym obszarze i czasie co on. Herberta Mullina opisał jako człowieka pozbawionego uczuć, zabijającego napotkanych ludzi bez powodu. Ponieważ Mullin był od niego sporo niższy (1.7 m), Kemperowi bez trudu przychodziło fizyczne dręczenie. Manipulował również współwięźniem. Kemper twierdził, że „[Mullin] miał irytujący nawyk śpiewania i przeszkadzania, kiedy ktoś próbował oglądać telewizję, więc oblewałem go wodą, żeby się zamknął. A kiedy był grzeczny, dawałem mu orzeszki. Herbie lubił orzeszki. To było skuteczne, wkrótce zaczął pytać, czy może śpiewać. To się nazywa modyfikowanie zachowania”.
Pośród innych więźniów Kemper jest postrzegany jako wzorowy więzień. Był odpowiedzialny za grafik spotkań więźniów z psychiatrą. Wykazywał talent w wyrabianiu ceramicznych naczyń. Był również lektorem wielu audiobooków przygotowywanych dla osób niewidomych: nadzorował więzienny program ich przygotowywania i spędził ponad 5000 godzin w studio, przygotowując kilkaset nagrań. Zaprzestał pracy w 2015 roku po wylewie. Pierwszy raport o naruszeniu więziennych zasad otrzymał w 2016 roku za odmowę dostarczenia próbki moczu.
Kemper udzielił w więzieniu wielu wywiadów. W 1981 roku wystąpił w odcinku dokumentalnej serii „The Killing of America”. W 1984 roku pojawił się w filmie dokumentalnym „Murder. No Apparent Motive”.  Przeprowadzone z nim rozmowy przyczyniły się do zrozumienia sposobu działania umysłów seryjnych morderców. Profiler FBI John Douglas opisał Kempera jako jednego z najinteligentniejszych osadzonych, z jakimi kiedykolwiek się zetknął z rzadką u tego typu przestępców zdolnością do wglądu w popełnione czyny. Kemper w wielu wywiadach opowiadał o naturze swoich zbrodni – jak stwierdził, robił to po to, by uchronić innych podobnych sobie przed zabijaniem. Pod koniec filmu Murder. No aparent motive powiedział: „Wśród widzów zapewne jest ktoś, kto chce zabijać i czuje w sobie złość, chociaż jeszcze tego nie zrobił i stara się zdusić to uczucie, albo jest przekonany, że ma je pod kontrolą. Taka osoba potrzebuje z kimś o tym porozmawiać. Zaufać komuś na tyle, aby spotkać się i porozmawiać o tym, co nie jest zbrodnią; myślenie nie jest zbrodnią. Zastąpienie myśli działaniem to nie tylko zbrodnia, to straszna rzecz. Kiedy zacznie się zabijać, nie ma temu końca i trudno się zatrzymać.”
W 1979 roku Kemper skorzystał z możliwości ubiegania się o zwolnienie warunkowe. Jego wniosek został odrzucony, podobnie jak w 1980, 1981 i 1982. Kemper nie skorzystał z możliwości ubiegania się o zwolnienie warunkowe w 1985 roku. Kiedy w 1988 ponownie odrzucono wniosek, stwierdził: Społeczeństwo nie jest gotowe na przyjęcie mnie. Nie mogę go za to winić. Bezskutecznie starał się o zwolnienie w 1991 i 1994 roku. Nie ubiegał się o zwolnienie w roku 1997 i w 2002. Wniosek z 2007 został ponownie odrzucony. Prokurator Ariadna Symons powiedziała: Ze względu na popełnione przez niego zbrodnie, nieistotne jest jakim więźniem jest dzisiaj. Kemper ponownie skorzystał z prawa do odwołania w 2012 roku. W 2016 roku adwokat reprezentujący Kempera w 2007 roku w wypowiedzi dla mediów stwierdził, że więzień jest przekonany, iż nigdy nie zostanie zwolniony warunkowo i pogodził się z faktem, że spędzi resztę życia w więzieniu. Po kolejnej nieudanej próbie uzyskania zwolnienia w roku 2017 następny wniosek będzie mógł złożyć w roku 2024.

## Ofiary Eda Kempera
| Lp. | Ofiara              | Wiek | Data             |
| --- | ------------------- | ---- | ---------------- |
| 1.  | Maude Kemper        | 66   | 27 sierpnia 1964 |
| 2.  | Ed Emil Kemper I    | 72   | 27 sierpnia 1964 |
| 3.  | Anita Luchessa      | 18   | 5 maja 1972      |
| 4.  | Mary Anne Pesce     | 18   | 5 maja 1972      |
| 5.  | Aiko Koo            | 15   | 14 września 1972 |
| 6.  | Cindy Schall        | 19   | 8 stycznia 1973  |
| 7.  | Alice Lui           | 23   | 5 lutego 1973    |
| 8.  | Rosalind Thorpe     | 24   | 5 lutego 1973    |
| 9.  | Sally Hallett       | 59   | 21 kwietnia 1973 |
| 10. | Clarnell Strandberg | 52   | 21 kwietnia 1973 |